# Abraham Mateo
Abraham Mateo (* 25. srpen 1998 Cadíz, Španělsko) je španělský zpěvák populární hudby a herec.
Kariéru začal v deseti letech.

## Diskografie

### Alba
- Abraham Mateo (2009)
- AM (2013)
- Who I Am (2014)

### Singly
- Vuelve conmigo (2009)
- Señorita (2013)
- Girlfriend (2013)
- Lánzalo (2014)
- All the Girls (La La La) (2014)

## Filmografie
- 2009: Dias sin luz (TV film)
- 2010: Raphael: una historia de superacion personal (TV film)